# La mia babysitter è un vampiro
La mia babysitter è un vampiro (My Babysitter's a Vampire) è un film per la televisione canadese del 2010 diretto da Bruce McDonald e interpretato da Vanessa Morgan e Matthew Knight. È andato in onda il 9 ottobre 2010 su Teletoon. La versione francese è stata mandata da Télétoon, la controparte di Teletoon nella seconda lingua ufficiale del Canada, il 16 ottobre 2010. Negli Stati Uniti è andato in onda su Disney Channel il 10 giugno 2011; in Italia è andato in onda su Disney Channel (Italia) il 29 ottobre 2011, con un'anteprima di 20 minuti il 17 ottobre 2011. Il 31 ottobre 2012 viene trasmesso in 1ª TV in chiaro su Frisbee.
Il 18 settembre 2013, la Fresh TV Inc. ha annunciato un possibile secondo film basato sulla serie.

## Trama
Ethan Morgan è una matricola "secchione" i cui genitori pensano che non sia affidabile lasciarlo a casa da solo con la sorellina Jane. Allora essi assumono Erica, una ragazza del liceo di Ethan. Ma, durante la notte in cui avrebbe fatto la babysitter, Erica s'imbatte nella sua migliore amica Sarah e Jesse, l'ex ragazzo vampiro di quest'ultima. La ragazza allora decide di partecipare alla festa che Jesse sta organizzando con la sua banda di vampiri.
Sarah e Jesse iniziano a lottare; la prima atterra nei cespugli della casa di Ethan e dice ai signori che Erica si era ammalata e che aveva chiesto a lei di sostituirla. Benny, il migliore amico di Ethan, arriva presto. Non sapendo perché, Ethan ha delle visioni quando tocca Sarah e nota che ella non si riflette nello specchio; ciò desta dei sospetti in lui.
Sarah va da Erica alla festa, sapendo che è completamente piena di vampiri assetati di sangue. Curiosamente, i ragazzi hanno la nonna di Benny che può guardare Jane mentre loro seguono Sarah. La vedono nutrirsi di un topo e si rendono conto che la ragazza è un vampiro. Lei atterra da loro e spiega velocemente che non si nutre del sangue umano e che è diventata un vampiro a causa di Jesse. I tre ritornano a casa, quando vengono attaccati da vampiri servitori di Jesse, mascherati da consegnatori di pizza. Sarah li soggioga e si dirige alla festa vampiresca per salvare Erica, con Ethan e Rory, l'amico di Benny. Nel mentre, Erica è morsa da Gord, un vampiro viziato di Jesse. Ethan, Benny e Rory atterrano in una trappola, circondata da Jesse e altri vampiri. Sarah è spinta a bere il sangue di Rory ma Erica lo morde. Ethan, Benny e Sarah combattono i vampiri e fuggono.
Il giorno dopo Rory, è diventato un vampiro completo, informa Ethan e Benny che lui e il resto della banda di Jesse stanno andando a Gafer-Lounge. Ethan e Benny li seguono con Sarah alle calcagna. Al guardare lo scavo dei vampiri nel cimitero, Sarah mette la sua mano sulla spalla di Ethan che ha subito una visione dove vede una lapide. La data su di essa viene decodificata col numero 219. Vede anche una scatola misteriosa, scoperta dai vampiri. La scatola è chiamata The Cubile Animus o Nido delle anime. Ethan e Sarah capiscono il piano di Jesse da un vecchio libro. Scoprono che nell'originale composizione della città, c'era un sacerdote chiamato Reverendo Horace Black, che ha guidato un malvagio culto per i vampiri. Più tardi, i cittadini hanno bruciato i membri della setta, portando tutti e 219 alla morte. In un'altra visione, Ethan scopre che Jesse è, insomma, Horace Black, e pianifica di usare la scatola durante un'eclissi lunare per intrappolare le anime dei giovani spettatori di una prima cinematografica per far resuscitare le anime dei membri del vecchio culto.
Mentre i tre sono sulla strada per fermare Jesse, la nonna di Benny, che spiega essere una sibilla della Terra, dà loro dei pugnali incantati ed un libro di incantesimi per sconfiggere i vampiri. Spiega anche perché  Ethan vede le visioni: lui è un veggente, che lo abilita a vedere visioni attraverso il tatto e i suoi poteri sono in affioramento ora perché è nella pubertà. La nonna spiega anche che Benny è un maestro di incantesimi.
Al cinema, i vampiri iniziano a rubare le anime dei presenti, ma sono ostacolati da Ethan, Sarah e Benny, che riescono a distruggere quasi tutti i vampiri. Jesse fugge ed Ethan e Benny lo seguono. Ethan ha un'altra visione e vede l'albero che conserva in esso il libro, capendo che è l'albero nel suo giardino dove ha trovato Jesse. All'inizio dell'eclissi, Jesse tenta di resuscitare le anime dal Cubile Animus, ma Sarah prova a bloccarlo. La nonna di Benny recita un incantesimo e la scatola atterra nelle mani di Ethan, che dopo libera le anime dei giovani su cui si era accanito Jesse, il quale è quindi distrutto.
La nonna di Benny forma del sangue umano sostitutivo per Sarah, per soddisfare la sua sete. Il giorno dopo, i tre vanno a scuola, incontrando Erica e Rory, che hanno deciso di vivere pacificamente come vampiri.

## Serie televisiva
È stata prodotta una serie televisiva basata sul film, creata da Fresh TV. Un'anteprima speciale comprendente i primi quattro episodi è stata mandata su Teletoon (in inglese) dal 14 al 17 maggio 2011. In francese, questa stessa première è andata su Télétoon dal 28 febbraio 2011 al 3 marzo 2011. Non sono state annunciate altre date per altri episodi della prima stagione. La serie è stata mandata in onda su Disney Channel dal 27 giugno 2011., negli Stati Uniti. È prodotta da FremantleMedia, Teletoon/Télétoon e Fresh TV. La notizia di una seconda stagione dello show è stata ufficializzata da Fresh TV, precedentemente rivelata ufficiosamente da Vanessa Morgan sul suo personale account Twitter.

## Altre edizioni
Un'edizione speciale del film è stata mostrata in esclusiva in Canada l'8 ottobre 2011 su Télétoon (in francese col titolo Edition Faits AcCROChants) e il 9 ottobre 2011 su Teletoon (in inglese col titolo Fang-Tastic Facts Edition).

## Citazioni
- La serie di film e libri Dusk menzionate nel film sono una parodia di Twilight, la saga di Stephenie Meyer.

## Accoglienza
Nella sua prima televisiva il 10 giugno 2011 su Disney Channel negli Stati Uniti il film TV ha totalizzato circa 4,18 milioni di spettatori e il 0,6 di ascolti nella fascia 18-49 (7º posto nella fasce d'ascolti, anche se quella notte in cima alla classifica).

### Premi
| Anno | Gruppo                          | Premio                                                                                            | Risultato | Destinatario/i                                                                                |
| ---- | ------------------------------- | ------------------------------------------------------------------------------------------------- | --------- | --------------------------------------------------------------------------------------------- |
| 2011 | Gemini Award                    | Migliore mini serie o film TV drammatico                                                          | Nominato  | N/D                                                                                           |
| 2011 | Gemini Award                    | Migliore performance di un attore in un ruolo di supporto in un programma o mini serie drammatico | Nominato  | Atticus Mitchell                                                                              |
| 2011 | Directors Guild of Canada Award | Migliore regia in un film televisivo o mini serie                                                 | Nominato  | Bruce McDonald                                                                                |
| 2011 | Directors Guild of Canada Award | Miglior design di produzione in un film televisivo o mini serie                                   | Nominato  | Ingrid Jurek                                                                                  |
| 2011 | Directors Guild of Canada Award | Miglior montaggio del suono in un film televisivo o mini serie                                    | Nominato  | Robert Hegedus, Marvyn Dennis, Kevin Howard, Mark Beck, Gren-Erich Zwicker e Richard Calistan |

## Trasmissione internazionale
| Stato           | Canale                    | Data                           | Titolo                                                |
| --------------- | ------------------------- | ------------------------------ | ----------------------------------------------------- |
| Canada          | Teletoon Télétoon         | 9 ottobre 2010 16 ottobre 2010 | My Babysitter's a Vampire Ma gardienne est un vampire |
| Stati Uniti     | Disney Channel            | 10 giugno 2011                 | My Babysitter's a Vampire                             |
| Paesi Bassi     | Disney Channel            | 23 settembre 2011              | My Babysitter's a Vampire                             |
| Regno Unito     | Disney Channel            | 3 ottobre 2011                 | My Babysitter's a Vampire: The Movie                  |
| Bulgaria        | Disney Channel            | 8 ottobre 2011                 | Бавачката ми е вампир                                 |
| Rep. Ceca       | Disney Channel            | 8 ottobre 2011                 | Moje chůva upírka                                     |
| Ungheria        | Disney Channel            | 8 ottobre 2011                 | Vámpírunk a gyerekcsősz                               |
| Polonia         | Disney Channel            | 8 ottobre 2011                 | Moja niania jest wampirem                             |
| Spagna          | Disney Channel            | 8 ottobre 2011                 | Mi niñera es un vampiro                               |
| Romania         | Disney Channel            | 8 ottobre 2011                 | Dadaca mea e un vampir                                |
| Turchia         | Disney Channel            | 8 ottobre 2011                 | Bakıcım Bir Vampir                                    |
| Ucraina         | Disney Channel            | 8 ottobre 2011                 | Моя няня — вампір                                     |
| Israele         | Disney Channel            | 29 ottobre 2011                | הבייביסטר שלי היא ערפדית                              |
| Italia          | Disney Channel            | 29 ottobre 2011                | "La mia babysitter è un vampiro"                      |
| Italia          | Frisbee (rete televisiva) | 31 ottobre 2012                | La mia babysitter è un vampiro                        |
| Brasile         | Disney XD                 | 30 ottobre 2011                | Minha Babá é uma Vampira                              |
| Grecia          | Disney Channel            | 30 ottobre 2011                | Η Νταντά - Βαμπίρ                                     |
| Argentina       | Disney XD                 | 30 ottobre 2011                | Mi Niñera es una Vampira                              |
| Bolivia         | Disney XD                 | 30 ottobre 2011                | Mi Niñera es una Vampira                              |
| Cile            | Disney XD                 | 30 ottobre 2011                | Mi Niñera es una Vampira                              |
| Colombia        | Disney XD                 | 30 ottobre 2011                | Mi Niñera es una Vampira                              |
| Costa Rica      | Disney XD                 | 30 ottobre 2011                | Mi Niñera es una Vampira                              |
| Ecuador         | Disney XD                 | 30 ottobre 2011                | Mi Niñera es una Vampira                              |
| Messico         | Disney XD                 | 30 ottobre 2011                | Mi Niñera es una Vampira                              |
| Panama          | Disney XD                 | 30 ottobre 2011                | Mi Niñera es una Vampira                              |
| Perù            | Disney XD                 | 30 ottobre 2011                | Mi Niñera es una Vampira                              |
| Rep. Dominicana | Disney XD                 | 30 ottobre 2011                | Mi Niñera es una Vampira                              |
| Venezuela       | Disney XD                 | 30 ottobre 2011                | Mi Niñera es una Vampira                              |
| Danimarca       | Disney Channel            | 31 ottobre 2011                | Min barnepige er en vampyr                            |
| Svezia          | Disney Channel            | 31 ottobre 2011                | Min barnvakt är en vampyr                             |
| Francia         | Canal J                   | 28 febbraio 2012               | Ma Baby-sitter est un vampire                         |